# Берлингтон (Ајова)
Берлингтон (енгл. Burlington) град је у америчкој савезној држави Ајова. По попису становништва из 2010. у њему је живело 25.663 становника.

## Демографија
Према попису становништва из 2010. у граду је живело 25.663 становника, што је -1.176 (-4.4%) становника више него 2000. године.
| Група             | 2000.          | 2010.          |
| Белци             | 24.328 (90,6%) | 22.142 (86,3%) |
| Афроамериканци    | 1.354 (5,0%)   | 1.838 (7,2%)   |
| Азијати           | 177 (0,7%)     | 196 (0,8%)     |
| Хиспаноамериканци | 554 (2,1%)     | 789 (3,1%)     |
| Укупно            | 26.839         | 25.663         |